# Burg Finstergrün

Lage der Burg Finstergrün im Murtal

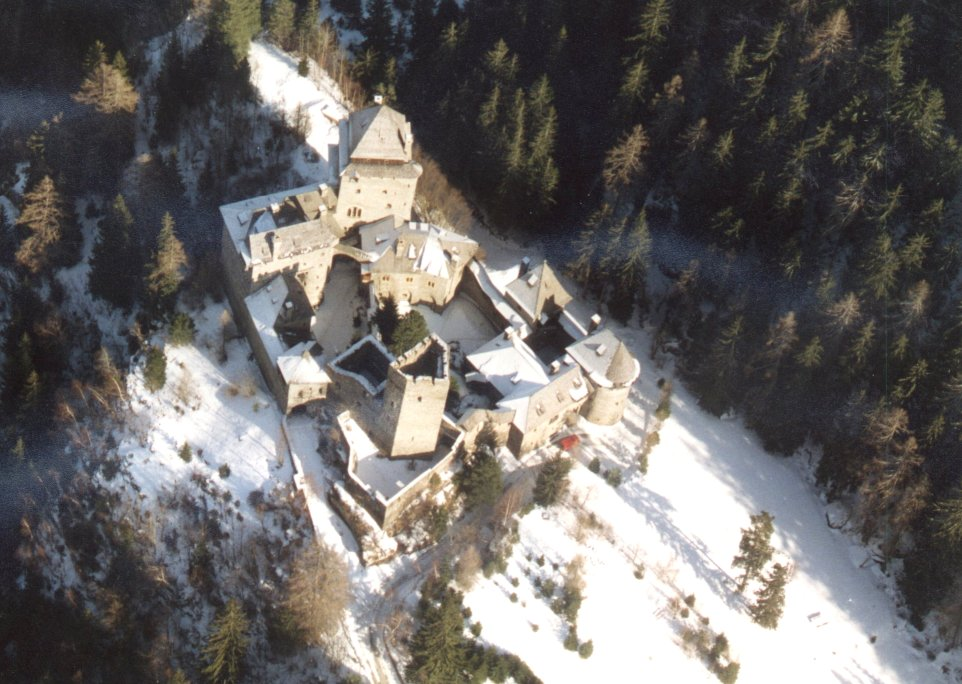
Burg Finstergrün aus der Luft

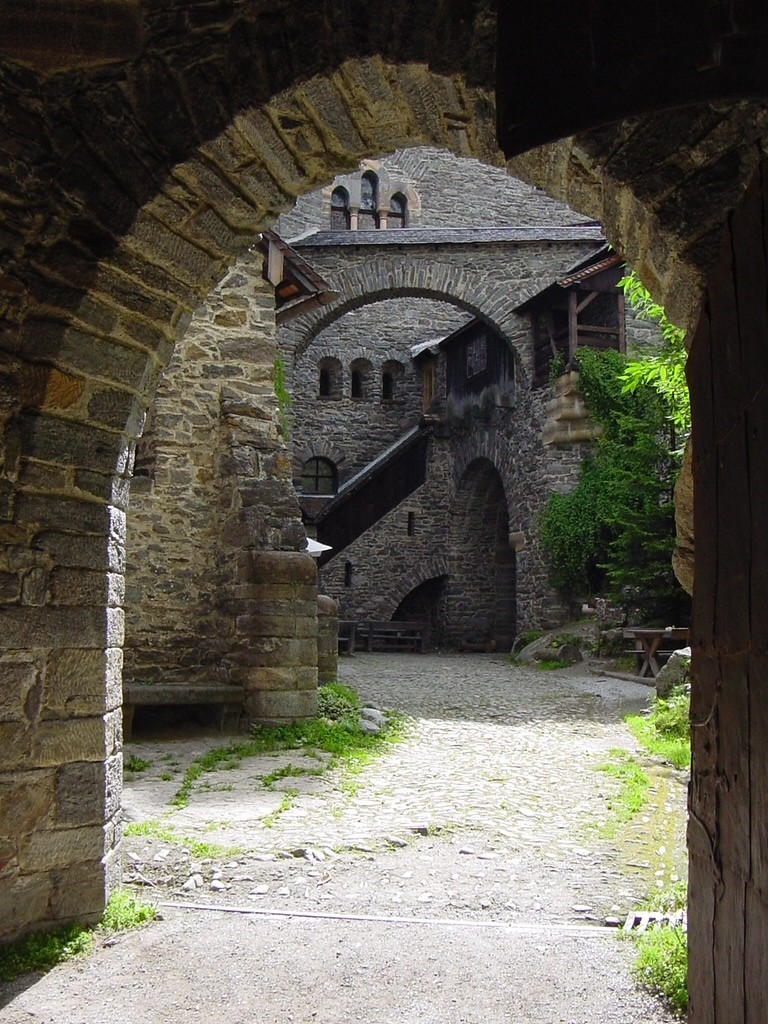
Der erste Burghof

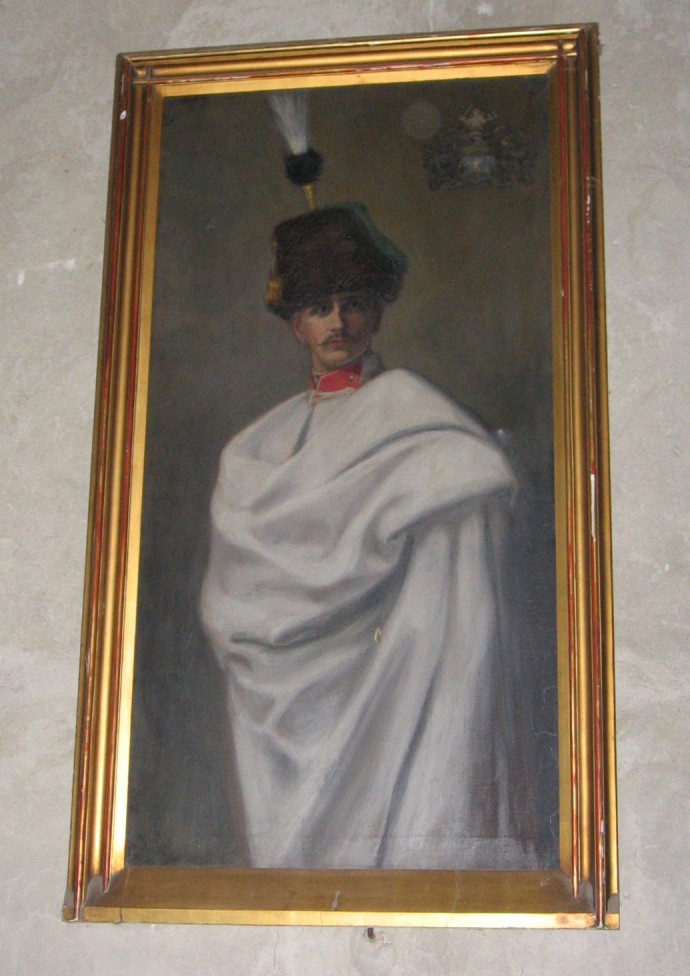
Gemälde von Graf Sándor Szápáry

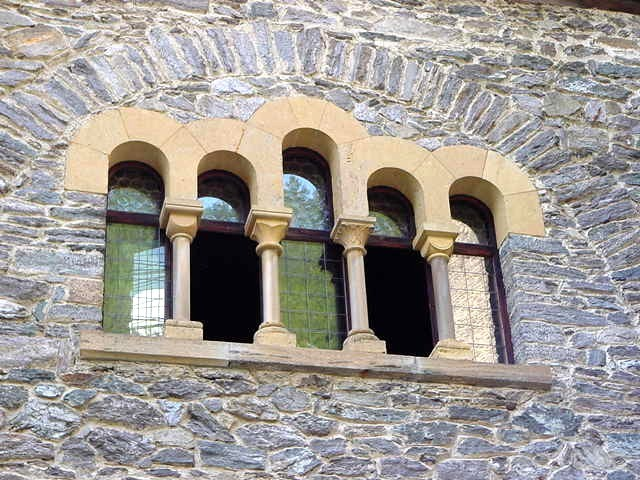
Das Speisesaalfenster

Die Burg Finstergrün ist eine Burganlage im neoromanischen Stil, die zu Beginn des 20. Jahrhunderts auf den Ruinen einer älteren Burg aus dem 12. Jahrhundert erbaut wurde. Sie ist das Wahrzeichen der Salzburger Gemeinde Ramingstein, nahe Tamsweg, im Lungau. Heute dient sie als Kinder- und Jugendfreizeitheim und gleichzeitig als Jugendherberge. Eigentümerin ist die Evangelische Jugend Österreich (EJÖ).

## Lage
Die Jugendburg, zugleich das Wahrzeichen der Gemeinde Ramingstein, steht auf einer steil ansteigenden Felsnase südlich über dem auf 970 m ü. A. gelegenen Ort Ramingstein. Die Felsenburg selbst liegt auf 1085 m ü. A. Von der strategisch günstig gelegenen Burganhöhe hat man eine weite Fernsicht, sodass sowohl Sichtverbindungen zu anderen Burgen bestanden, als auch in die nähere Umgebung. Eine wichtige Verkehrsverbindung und eine Mautstelle konnten von hier überwacht werden.

## Geschichte

### 12. Jahrhundert
Bei genauer Betrachtung erkennt man, dass die Burg Finstergrün heute aus zwei Burgen besteht. Die alte Burg ist nur noch als Ruine erhalten. Ihr Ursprung wird im 12. Jahrhundert vermutet und sie wurde als Höhenburg und Grenzbefestigung an einem strategisch wichtigen Punkt errichtet. An die alte Burg angebaut schließt die neue Burg an, die erst etwa 1908 großteils fertiggestellt wurde. Sie sieht jedoch einer historischen Burg sehr ähnlich, da sie im Stil des 13. Jahrhunderts erbaut wurde und beide Burgteile sich zu einem harmonischen Ganzen zusammenfügen.
Bei vielen Burgen ist der genaue Zeitpunkt der Errichtung anhand schriftlicher Quellen nur schwer festzustellen. Die alte Burg Finstergrün wurde im Jahre 1300 erstmals (gesichert) urkundlich erwähnt. Es gibt allerdings ältere Urkunden um 1138, die einen Wilhelm von Ramenstein nennen – die Zuordnung desselben zu Ramingstein im Lungau ist allerdings historisch unsicher, da auch andere ähnlich klingende Orte gemeint sein könnten.
Im Zuge des Krieges zwischen der Erzbischöfen Rudolf von Hohenegg und Konrad von Fohnsdorf gegen den Herzog Albrecht I. von Österreich scheint die Burg in den Besitz des Rudolf von Fohnsdorf gekommen zu sein, dem Bruder des Erzbischofs Konrad. Später löste der Erzbischof die Burg für sich selbst ein. 1324 entschädigt Erzbischof Friedrich III. die Brüder Ulrich und Heinrich von Weißpriach für den im erzbischöflichen Dienst erlittenen Schaden und die Gefangenschaft mit der Veste Ramingstein und der Burghut dortselbst. Danach wurde die Burg von erzbischöflichen Pflegern verwaltet. 1429 bis 1557 wurde dieses Amt von Mitgliedern der Familie Moosham ausgeübt. Spätere Pfleger waren die Herren von Kuenburg, diese bekamen zwischen 1558 und 1779 Geld von der fürsterzbischöflichen Hofkammer zum Erhalt der Burg und der Brücke Ramingstein.

### 17. Jahrhundert
Im Mittelalter trug die heutige Burg Finstergrün noch Namen, wie „Hous ze Ramungestain in dem Lungew“ oder „Veste Ramingstein“. Der Name „Finstergrün“ taucht erst im 17. Jahrhundert auf, damals noch als „uralt Schlössl Finstergruen“. Zu dieser Zeit war die Burg bereits stark verfallen. Abgeleitet wurde der Name „Finstergrün“ nicht etwa von der Farbe Grün, sondern von „finstre Gruam“ (finsterer Graben). Diese Bezeichnung dürfte sich auf die neben der Burg gelegene dunkle Kluft beziehen, die vor dem Bau der neuen Burg noch deutlicher zu sehen war.
1672 wurde die Burg nach einem Lokalaugenschein durch den Hofbaumeister Johann Paul Wasner mit Holz vermacht, damit hiefüran die lose Leuth sich nicht mehr darinnen aufhalten können. 1735 ersuchte der hochfürstliche Hüttenschreiber um Renovierung des sog. Schlössl Hintergrien, das ihm als Wohnung zugewiesen war. Da die Reparaturkosten zu hoch erschienen, wurde ein Verkauf erwogen, der jedoch am Einspruch der Bergwerksverwaltung scheiterte, da der Turm der Burg als Getreidekasten in Verwendung stand. 1775 wurde das uralt Schlössl Fünstergruen, samt Stallung, dann ain Gründtl und Mädl daselbst zur Versteigerung angeboten. Einziger Bieter war der hochfürstliche Bergknappe Josef Ruef, der die Burg bislang als Mieter bewohnt hatte. 1796 folgte ihm sein Sohn Georg und 1837 wieder dessen gleichnamiger Sohn, 1848 dessen Witwe Maria, geborene Tafner, 1849 Eva Maria Kerschhackl, 1865 deren Bruder Josef Kerschhackl und 1894 Elisabeth Lerchner.
1841 verwüstete ein Waldbrand Ramingstein. Er richtete nicht nur im Ort schwere Schäden an, ebenso verbrannten auch alle Holzteile der „Feste Finstergruen“, die dadurch zur Ruine wurde.

### Ab 1900
1899 kaufte der ungarische k. u. k. Kämmerer und Rittmeister Sándor Graf Szapáry, von dem noch heute ein Gemälde im Rittersaal hängt, die verfallene und ausgebrannte Ruine. Angeregt durch seinen Freund Johann Nepomuk Graf Wilczek und dessen Neuerrichtung von Burg Kreuzenstein ließ er ab 1901 einen Neubau im Stile des 13. Jahrhunderts – unter Verwendung derselben Materialien wie damals – an die Ruine anbauen. Architekt und Bauleiter war der spätere Wiener Dombaumeister Ludwig Simon. Bis zur Fertigstellung der neuen Burg wohnte das Ehepaar Szapáry mit den Kindern bei Graf Wilczek auf dessen in der Nähe gelegenem Schloss Moosham. Der Turm wurde 1903 vollendet. Nach dem überraschenden Tod von Graf Szapáry im Jahre 1904 setzte seine Gattin, Margit Gräfin Szapáry und geborene Gräfin Henckel von Donnersmarck, den Bau der Burg fort. Um ungefähr 1908 hatte die Burganlage ihr heutiges Aussehen erlangt. Im Inneren war die Burg allerdings noch nicht komplett und wurde durch den Ausbruch des Ersten Weltkrieges im Jahre 1914 auch nie vollendet. Bis dahin trug „die Gräfin“ einen großen Teil der wertvollen historischen Inneneinrichtung aus ganz Mitteleuropa zusammen.
In den späten 1920er und frühen 1930er Jahren beherbergte Margit Gräfin Szapáry viele (zahlende) Gäste, unter ihnen auch die späteren Bundeskanzler Rudolf Ramek und Kurt Schuschnigg. Die Unterbringung auf Burg Finstergrün galt vor allem in angelsächsischen Ländern als Sensation. Schon aus dieser Zeit werden gespenstische Geschichten über Burggeister erzählt, verstärkt durch die stilgerechte Beleuchtung mit Fackeln und Laternen, denn die Burg war zu dieser Zeit noch nicht elektrifiziert.
Im selben Jahrzehnt hatte die Besitzerin allerdings auch mit großen finanziellen Schwierigkeiten zu kämpfen. Der Ausbruch des Zweiten Weltkriegs verschlimmerte die Lage, sodass ein großer Teil des wertvollen Inventars in München versteigert werden musste. 1942 kam die Burg durch einen Pacht- und Mietvertrag an das NS-Reichsministerium für Wissenschaft, Erziehung und Volksbildung, welches dort unter anderem Kurse für Lehrerinnen durchführte. Es wird vermutet, dass der Pacht- und Mietvertrag ohne Zustimmung der Gräfin „abgeschlossen“ wurde. 1943 starb Margit Gräfin Szapáry – von einer langen Krankheit geschwächt – im Prem-Haus nahe der Burg. Ihr politisches und soziales Wirken prägte die Region nachhaltig.
1945, am Ende des Zweiten Weltkriegs, dürfte die Burg auch kurzfristig als Lazarett gedient haben. Im selben Jahr ging Burg Finstergrün an die beiden Kinder der Gräfin, Béla und Jolántha, über.

### Ab 1946
Von 1946 bis 1949 pachteten die Pfadfinder und ab 1949 das Evangelische Jugendwerk in Österreich Teile der Burg. Es wurden in den folgenden Jahren Kinder- und Jugendfreizeiten, aber auch Seminare für Erwachsene und andere Veranstaltungen, durchgeführt. 1972 erwarb schließlich die Evangelische Jugend Österreich die Burg.
Seit 1949, aber verstärkt seit 1972 wurde im Burgbereich viel gebaut. Das Gelände neben der Burg wurde geebnet, um Möglichkeiten für Sport, Spiel, Lagerfeuer und dergleichen zu schaffen. Auch eine neue Auffahrt zur Burg wurde errichtet. Außerdem wurde die Burg elektrifiziert, mit Fließ- und Warmwasser versorgt und mit WC-Anlagen versehen. 1981 wurde der „Finsterling“, der gute Geist der Burg Finstergrün, als Maskottchen und Logo geschaffen.
1986 brannte das Turmdach ab. Dank einer Feueralarmanlage und eines raschen Feuerwehreinsatzes entstand kein größerer Schaden. Das Turmdach ist inzwischen wieder erneuert worden.

### Ab 1989
Im Herbst 1989 wurde der „Burgrat“ gegründet und von der EJÖ speziell mit der Verwaltung der Burg Finstergrün beauftragt. Die Burg blieb damit weiterhin im Besitz und unter der Obhut der EJÖ, durch die schlankere und effizientere Verwaltung war es aber jetzt besser möglich, Veränderungen zu planen, budgetieren und durchzuführen. In der Folge gab es diverse Umbauarbeiten, vor allem der Aus- bzw. Umbau von Zimmern.
Nach zweijähriger Planung und achtmonatigem Bau wurde im Mai 2001 eine moderne Hackschnitzelheizung in Betrieb genommen, mit der nicht nur 4000 Liter Warmwasser aufbereitet werden, sondern auch 15 Räume zentral beheizt werden konnten. Bis zum Jahr 2005 wurde diese Heizung noch so weit ausgebaut, dass letztendlich bis auf den Turm alle Räume der Burg angeschlossen sind. 2001 begann auch die Aktion „Holz statt Stahl“, die zum Ziel hatte, alle alten Metallbetten auf der Burg gegen neue Holzbetten auszutauschen. Nach vier Jahren und einer beachtlichen Anzahl von Geldspenden und freiwilligen Helfern wurde das Projekt am 16. April 2005 vollendet.
2002 zog die Ritterrüstung „Egon Markgraf von Murausch“ auf der Burg ein. Der ziselierte Plattenharnisch im Stil des 15. Jahrhunderts aus einer Mailänder Werkstatt ziert seither gut beleuchtet den Rittersaal.
Wer auf der Burg Finstergrün heiraten will, kann dies in der Kapelle oder im Rittersaal nicht nur kirchlich, sondern seit 2004 auch standesamtlich tun – die Burg wurde offiziell zur Außenstelle des Ramingsteiner Standesamtes. Der ORF/ZDF-Gottesdienst „Frieden heißt Aufbruch wagen“ im Jubiläumsjahr „70 Jahre Evangelische Jugend“ wurde im September 2004 im Fernsehen in Deutschland und Österreich ausgestrahlt. Die Medienpräsenz der Burg hatte bereits in den Jahren davor durch diverse Film- und Fernseh-Dreharbeiten stark zugenommen. Im selben Jahr wurde auch die hölzerne, an die Umgebung angepasste Treppe zwischen zweitem Burghof – der beim Burgfest 2004 in „Leopold-Hof“ umbenannt wurde – und Ruine fertiggestellt.
Die jährlichen Burgfeste an einem Wochenende im September stellen den Höhepunkt des heutigen Burglebens dar und sind Treffpunkt vieler Burgfreunde. Die im Jahr 2005 eingerichtete professionelle Schank im Jolanthazimmer ist bei diesen und anderen Anlässen bewirtschaftet. Ein paar Wochen nach diesem Fest endet auch das Burgjahr. Während der Winterruhe werden von den ehren- und hauptamtlichen Helfern verschiedenste Reparatur-, Instandhaltungs- und Planungsarbeiten durchgeführt und die Burg auf die nächste Saison vorbereitet.
Im Winter 2006/2007 wurden wieder große Umbauarbeiten in Angriff genommen: der Seitenteil im Durchgang zwischen dem ersten Burghof und dem Leopoldhof wurde zu einem Ausstellungsraum umgebaut. Die Ausstellung „Margit Szápáry: Die Gräfin vom Lungau“ war in den Jahren 2007 und 2008 dort zu sehen. Weiters wurde ein Durchgang zwischen Naschkammer und Gruft geschaffen. Ein neues barrierefreies WC im Leopoldhof und eine umfassende Mülltrennung in einem den Auflagen des Denkmalschutzes entsprechenden neu angebauten Schuppen an der Hinterseite der Burg sind jüngere Ergänzungen der historischen Anlage.

## Drehort
Mitte der 1970er Jahre war Burg Finstergrün Schauplatz einer Folge der Serie Kim & Co (Folge 24: Schon mal ’nen Silberblick gehabt?), wurde dort allerdings Schloss Rauenstein genannt. Der Herbergsvater und „Schlossführer“ wurde von Adrian Hoven gespielt. Bereits 1972 hatte Hoven als Regisseur einige Szenen seines Horrorfilms Hexen – geschändet und zu Tode gequält hier gedreht. Zwischen 2007 und 2012 war die Burg Filmkulisse für vier Märchenfilme der deutsch-österreichischen Filmreihe Märchenperlen des ZDF: 2007 Rumpelstilzchen, 2008 Dornröschen, 2011 Der Eisenhans und 2012 Die Schöne und das Biest. Außerdem wurde 2006 die Folge Ritter und Burgen der DVD-Reihe Was ist was großteils auf der Burg gedreht.